# 阿维纳什·萨布莱
阿维纳什·萨布莱（Avinash Sable，1994年9月13日—），印度男子田径运动员，2019年亚洲田径锦标赛男子3000米障碍赛银牌得主、2022年英联邦运动会男子3000米障碍赛银牌得主、2022年亚洲运动会男子3000米障碍赛金牌得主。